# Joyce Aryee
Pour les articles homonymes, voir Aryee.
Joyce Rosalind Aryee (née en 1947), également connue sous le nom de « Tante Joyce », est une ancienne femme politique et femme d'affaires ghanéenne, également révérende ministre. Aryee est reconnue pour avoir servi le Ghana pendant plus de 40 ans dans les secteurs public et privé. Elle est l'ancienne PDG de la Chambre des mines du Ghana, et a été la première femme en Afrique à avoir occupé ce poste. Elle a également occupé des postes politiques au Ghana depuis les premières années du gouvernement PNDC. Elle est actuellement directrice exécutive de Salt and Light Ministries, une organisation para-ecclésiastique.  

## Enfance et éducation
Née d'une mère Fante et d'un père Ga, Aryee est la deuxième de quatre enfants. Au cours de ses premières années, Aryee a vécu avec sa famille à North Suntreso, à Kumasi, où elle a commencé ses premières années d'éducation à l'école primaire méthodiste et au collège méthodiste. Elle est ensuite allée à l'école Achimota et a obtenu son diplôme en 1969 à l'université du Ghana, à Legon, avec un BA (Hons) en anglais. 
Aryee était auparavant mariée au Dr Charles Wereko-Brobby (en).  

## Carrière
Pendant ses études à l'université du Ghana, elle a pris un emploi (pendant les vacances) au West Africa Examination Council au sein du Test Development and Research Office (TDRO). Elle a également travaillé avec l'administration au Ghana Museums and Monument Board. De 1976 à 1981, elle a travaillé comme agente des relations publiques au Conseil de la protection de l'environnement alors nouvellement créé. Plus tard, elle est passée au Ghana Standards Board (actuellement Ghana Standards Authority) en tant que responsable des relations publiques.  
De 1982 à 1985, Aryee a été nommée par l'ancien président du Ghana Jerry John Rawlings comme secrétaire à l'information du Provisional National Defence Council (en) (PNDC). De 1985 à 1987, elle a été ministre de l'Éducation et, en 1987-1988, ministre des Gouvernements locaux. De 1988 à 2001, elle a été ministre de la Démocratie au Cabinet du Premier ministre et de 1993 à 2001 membre du Conseil de la défense nationale.  
Aryee dirige Joyce Aryee CONSULT, qui se concentre dans les domaines de la gestion et des communications. Elle est membre du conseil d'administration de plusieurs conseils tels que le conseil d'administration de la mine d'or Kinross Chirano Ghana, le conseil d'administration de Mentoring Women Ghana et le conseil scolaire de la Roman Ridge School. 
Aryee est présidente de Harmonious Chorale (en), un groupe de musique au Ghana. Elle est la fondatrice et actuellement directrice exécutive des Salt and Light Ministries, une organisation para-ecclésiastique et ministère destiné à encourager et à motiver le Corps du Christ. Joyce est également la première patronne extraordinaire du réseau minier d'Accra. 

## Récompenses et honneurs
Aryee a reçu le deuxième prix d'État le plus élevé, de Compagnon de l'Ordre de la Volta en 2006 en reconnaissance de son service à la nation. Elle est également récipiendaire du Chartered Institute of Marketing, Ghana (CIMG), du Marketing Woman of the Year Award pour 2007 et du African Female Business Leader of the Year Award de l'African Leadership on Center for Economic Development, pour 2009,,.  
Joyce Aryee a également été honorée dans le secteur minier et le service public lors de la première édition du prix Women in Excellence en 2011 et a été nommée « Femme de l'année 2011» par l'American Biographical Institute (ABI). Elle a été la première femme à recevoir le prix Inspirational Woman Award au Ghana UK Based Achievement Awards (GUBA) 2015 pour avoir créé le changement, ce qui a ouvert la voie aux femmes. Encore une fois, elle a remporté le prix de la personnalité des relations publiques de l'année 2014 par l'Institut des relations publiques du Ghana et a été mentionnée dans la liste des 100 femmes d'inspiration mondiale dans le secteur minier dans le monde. 
Aryee est membre honoraire de la Ghana Institution of Engineers et a reçu un doctorat honorifique de l'Université des mines et de la technologie en reconnaissance de ses immenses contributions à la croissance de l'industrie minière.  
L'école Achimota a baptisé un dortoir, «Rev Joyce R. Aryee House», en l'honneur de son service désintéressé envers la nation et de son engagement ainsi que de sa contribution à son alma mater.  

## Publication
Aryee a co-écrit le livre The Transformed Mind avec Samuel Koranteng-Pipim. 